# عبور كوكب الزهرة

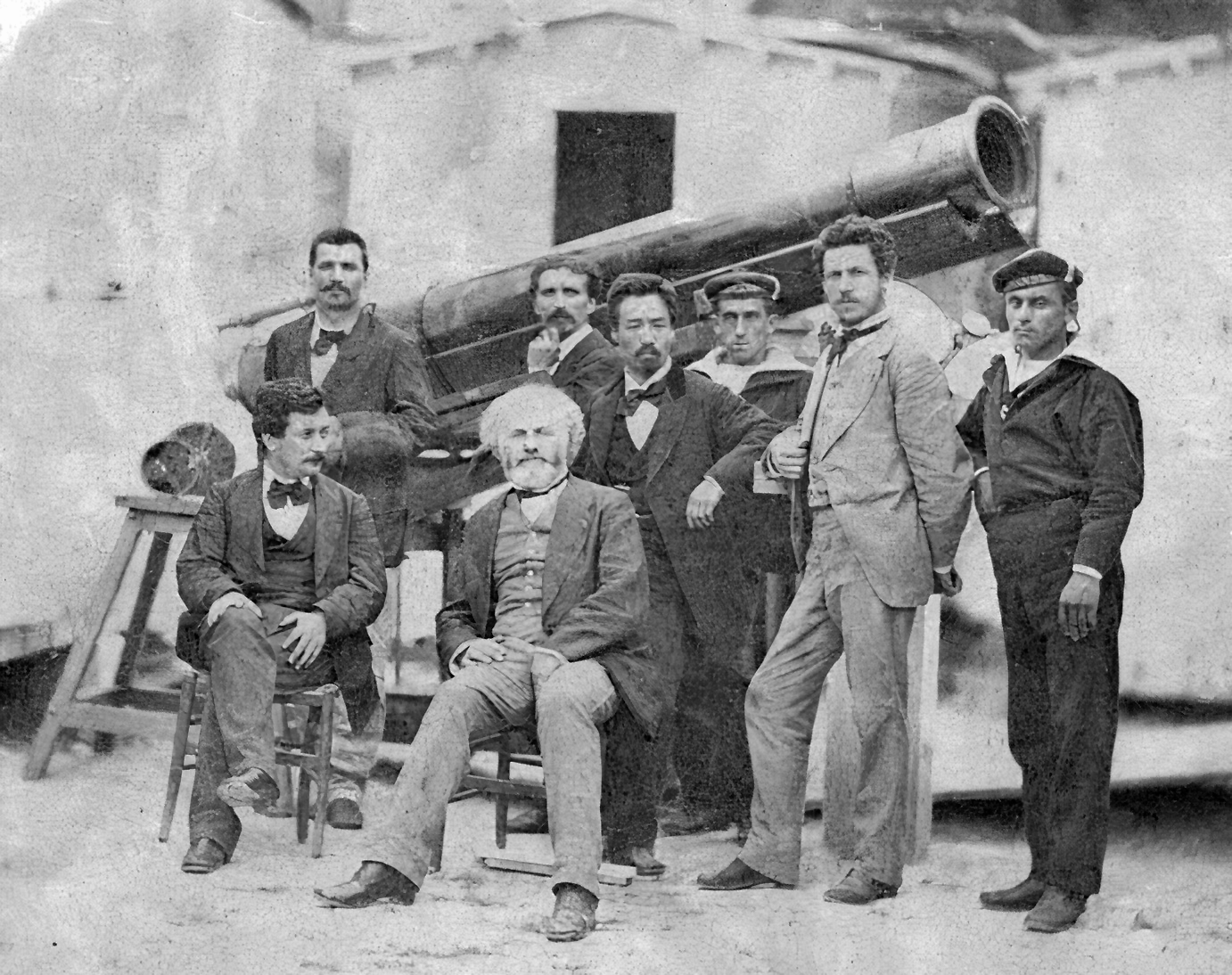
صورة للفريق الذي وثق مرور كوكب الزهرة عام 1874.

عبور كوكب الزهرة (بالإنجليزية:Passage de Vénus) فيلم مكون من 6 ثواني فقط عبارة عن سلسلة من الصور لمرور كوكب الزهرة أمام الشمس في عام 1874. يقال أنه تم التقاط الصور في اليابان من قبل عالم الفلك الفرنسي بيير جانسين والمهندس البرازيلي فرانسيسكو أنطونيو دي ألميدا جونيور باستخدام «مسدس فوتوغرافي».
يعتبر أقدم فيلم موجود في موقعي قاعدة بيانات الأفلام على الإنترنت وليتربوكسد.